# Gudit
Gudit (tigrinja: Jodit, Judit) je legendarna etiopska nekršćanska kraljica (koja je zenit svoje vladavine imala oko 960.) ona je uništila Kraljevstvo Aksum, razorila brojne crkve, spomenike i naselja i cijelo vrijeme svoje dugotrajne vladavine pokušavala istrijebiti sve članove vladajuće aksumitske dinastije. Njezina zlodjela postala su tema mnogih narodnih predaja, a nalaze se zabilježena i u nekim povijesnim dokumentima.
Sve u vezi s Gudit je vrlo kontadiktorno i nejasno, za nju se tvrdi da je pogubila posljednjeg aksumitskog kralja, te potom osobno vladala punih četrdeset godina, u narodnim legendama kruže brojne priče o njenim brojnim zlodjelima.
Jedna od legendi je i ona da je kraljica Gudit spalila manastir Debre Damo, koji je u to vrijeme bio je riznica ali i tamnica za braću i bliže muške rođake vladara Etiopije, ali kako to obično biva s narodnim legendama, možda se zapravo radi o kasnijem događaju iz 16. stoljeća, kad je Ahmad Granj razorio crkve na planini Amba Gešen kasnije je to premetnuto i pripisano zloj Gudit u 10. st.
Talijanski povjesničar Carlo Conti Rossini prvi je predložio da se Gudit poveže s ratničkom kraljicom Bani al-Hamvijah iz knige Povijest patrijarha Aleksandrije, ali se po njemu to ime treba čitati kao Bani al-Damutah, a ona je po njemu bila vladarica nekoć moćnog Kraljevstva Damot, iz naroda Sidamo (južna Etiopija).To bi se na kraju poklapalo s brojnim povijesnim dokazima da je među Sidamama vladao matrijarhat.
Neki povjesničari drže da je Gudit bila pripadnica naroda Agaj židovske vjere, jer su u njezino vrijeme agajci bili brojni u pokrajini Lasta.

## Vanjske poveznice
- Dictionary of Ethiopian Biography article on Gudit  Arhivirana inačica izvorne stranice od 27. veljače 2015. (Wayback Machine) (engl.)